# Магдалена Софія Шварцбург-Зондерсгаузенська
Магдалена Софія Шварцбург-Зондерсгаузенська (нім. Magdalene Sophie von Schwarzburg-Sondershausen, 17 лютого 1680 — 14 червня 1751) — принцеса Шварцбург-Зондерсгаузенська з роду Шварцбургів, донька 1-го князя Шварцбург-Зондерсгаузену Крістіана Вільгельма та графині Барбі-Мюлінгенської Антонії Сибілли, друга дружина графа Шонбург-Гартенштайну Георга Альбрехта.

## Біографія
Народилась 17 лютого 1680 року. Була четвертою дитиною та старшою донькою в родині графа Шварцбург-Зондерсгаузену Крістіана Вільгельма та його першої дружини Антонії Сибілли Барбі-Мюлінгенської. Мала старших братів Августа Вільгельма, Ґюнтера й Антона Альбрехта, який помер за кілька місяців після її появи на світ, і молодших сестер Крістіану Емілію та Луїзу Альбертіну. Основною резиденцією сімейства слугував Зондерсгаузенський замок.
У 4-річному віці втратила матір. За чотири місяці батько узяв другий шлюб із принцесою Саксен-Веймарською Вільгельміною Крістіною, яка народила йому ще восьмеро дітей. У 1697 році він отримав титул імперського князя.
У 31-річному віці стала дружиною 37-річного графа Шонбург-Гартенштайну Георга Альбрехта. Весілля відбулося 19 березня 1711 року у Зондерсгаузені. Наречений був удівцем і мав доньку-підлітка. За десять місяців після вінчання народився первісток подружжя. Всього у пари було шестеро дітей.
Георг Альбрехт помер молодим у серпні 1716 року. Магдалена Софія пережила його на кілька десятиліть і пішла з життя 14 червня 1751 року у Гартенштайні. Обоє поховані на місцевому цвинтарі.

## Родина

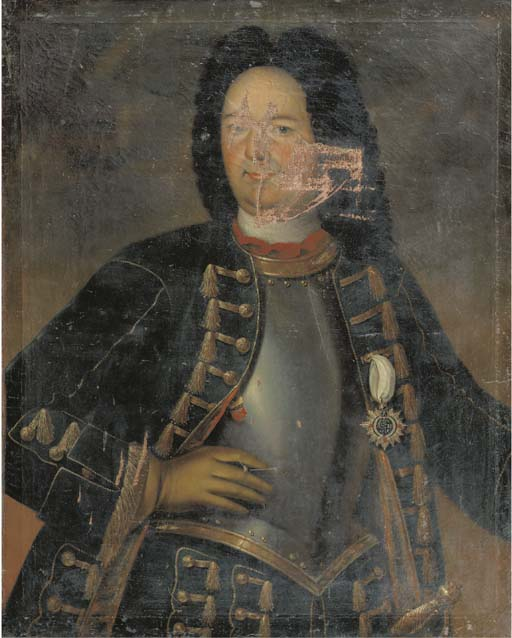
Портрет Георга Альбрехта

Чоловік —  Георг Альбрехт, граф Шонбург-Гартенштайнський
Діти:
- Вільгельм Ґюнтер (11 січня—18 серпня 1712) — прожив 7 місяців;
- Софія Альбертіна Антонія (1712—1774) — одружена не була, дітей не мала;
- Фрідріх Альбрехт (1713—1786) — граф Шонбург-Гартенштайну, був одружений з графинею Ердмутою Магдаленою фон Шонбург-Штайн, мав трьох дітей, які не залишили нащадків;
- Георг Альбрехт (нар. та пом. 24 липня 1714) — брат-близнюк Крістіана Вільгельма, помер після народження;
- Крістіан Вільгельм (нар. та пом. 24 липня 1714) — брат-близнюк Георга Альбрехта, помер після народження;
- Софія Августа (1716—1772) — одружена не була, дітей не мала.